# 球床反應堆

球床反應堆

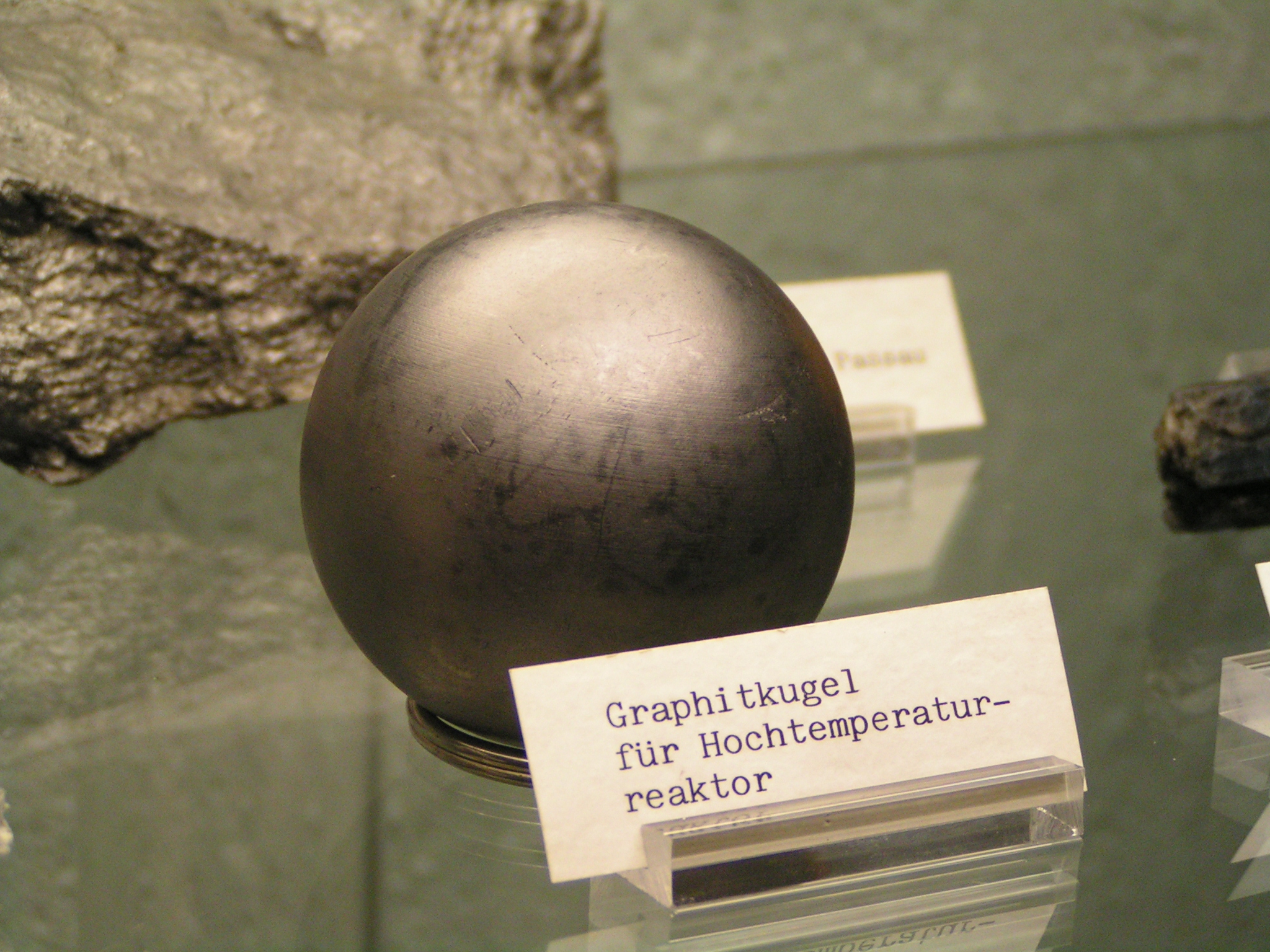
石墨外殼鈾燃料球

球床反應堆（英語：Pebble bed reactor，縮寫為PBR），亦稱卵石床反應堆，是一種先進的核子反應堆設計，1966年於德國首次提出。球床反应堆是高温气冷堆之一（其它堆型还有英国的二氧化碳冷却石墨堆，美国和日本的棱柱氦冷石墨堆），它成为第四代反应堆技术的6个候选堆型之一。這種科技增加了反應堆的安全及效率。反應堆的核燃料密度比一般的反應堆低，就算是失去冷卻，亦不會出現核芯熔解。反應堆使用惰性氣體或接近惰性氣體，如氦、氮、二氧化碳作為冷卻劑，在高溫下直接驱动涡轮机。由於毋須處理蒸氣，系統的熱能转换效率可以得到提高。
正在發展這種技術的國家包括有：美國、南非、荷蘭等。中國的華能亦與清華大學合作研究；目前已建有10兆瓦的試驗反應堆，並計劃於五年內興建第一座商用發電廠。

## 設計
球床反應堆把鈾、釷或鈈氧化物核燃料，包裝在網球大小，以熱分解石墨製成的球狀容器內，稱為卵石（Pebble）。球狀燃料放置在罐狀容器內，讓氦、氮或二氧化碳等冷卻劑在燃料球之間通過，將熱能帶走。冷卻劑可以直接推動渦輪，亦可以經過熱交換，以第二循環的氣體或蒸氣推動渦輪。
球床反應堆的最大優點是它本身比較安全。當球狀燃料的溫度增加時，鈾238吸收中子的速率亦會增加，令可供引致核裂變的中子減少。故此這種反應堆可產生的能量有自然的限制。反應堆的容器被設計成在沒有機械幫助下，散熱會多於核燃料自然產生的熱能。因此從理論上，球床反應堆不可能出現核芯熔解。而且由於核燃料是被包圍在燃料球之內，若果一個燃料球爆裂，亦只會釋放出較少的核燃料。
球床反應堆比一般輕水反應堆的運行溫度較高，故此球床式能夠以更少的核燃料，產生較多的動能。
球床反應堆可以無需使用控制桿，以溫度控制反應堆的輸出功率。這樣反應堆的設計便毋需考慮控制桿插進深淺程度不同時對中子的影響；而且輸出功率可以根據需求，透過控制冷卻劑的流量或密度而快速增減。部分球床反應堆仍然有保留控制桿，以便維修時使用。

## 歷史

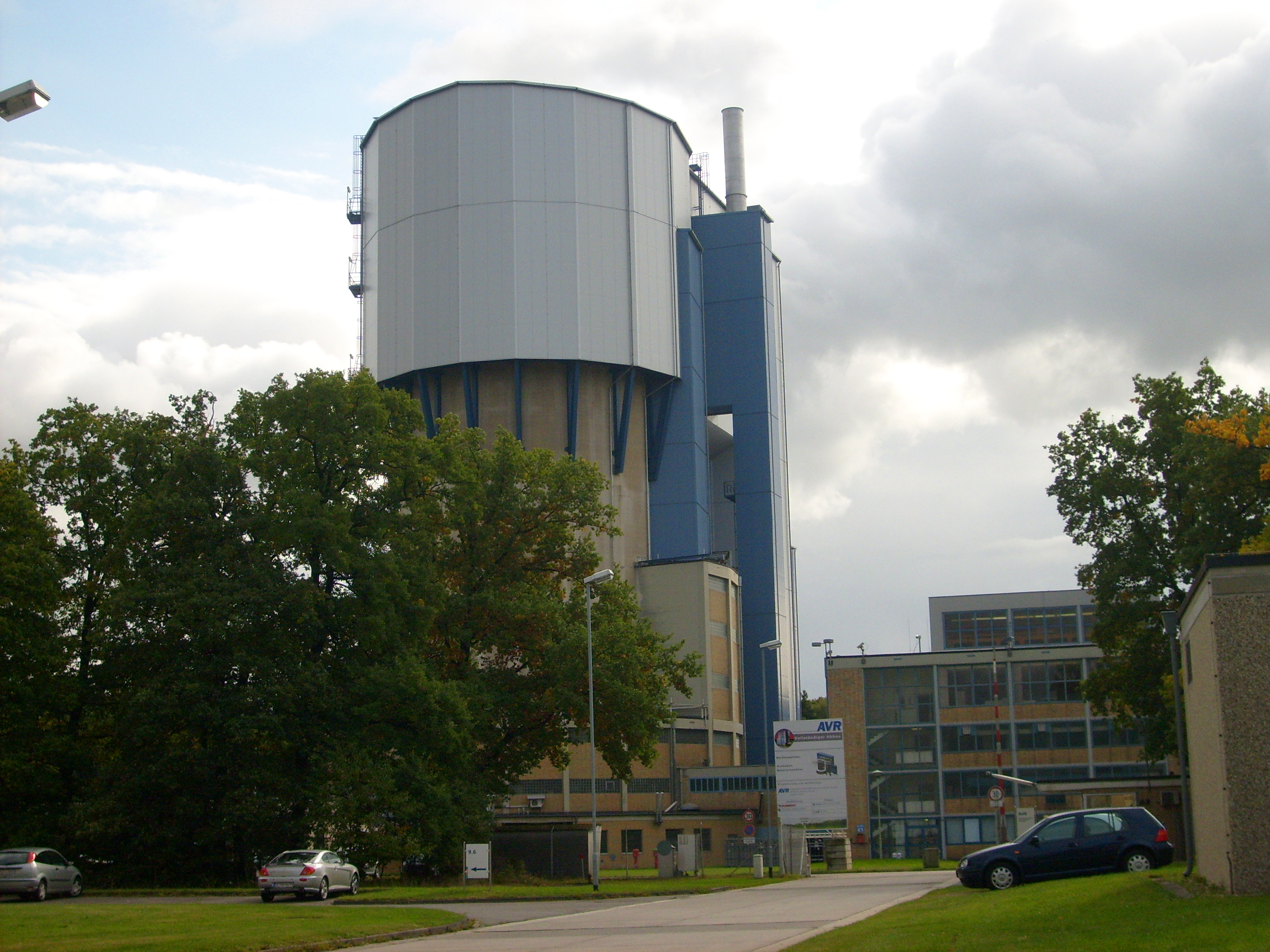
德国的AVR反應堆.

固定式的球床反應堆，燃料是可以不停機的更換，毋需好像一般反應堆般，每隔數年要把反應堆關閉數星期。反应堆的容器被设计成在没有机械帮助下更換核燃料。多個球狀核燃料放在桶狀容器內，核燃料球每年循環約十次。每次循環把一個或數個核燃料球取出檢驗，需要時更換成新的。舊核燃料球則成為核廢料。
1947年，美國物理化學家法林頓·丹尼爾斯（Farrington Daniels）首次提出球床反應堆的概念，德国教授Rudolf Schulten於1950年代，繼續將這個概念建構出來。1960年德國於北萊茵-威斯伐倫州的于利希（Jülich）研究所开始建设第一座，簡稱AVR反應堆的試驗反應堆。热功率4.6万千瓦，电功率1.5万千瓦。AVR反應堆使用氦作為冷卻劑。氦很少會吸收中子，亦很少活化而具有放射性，因此氦冷卻劑的放射性並不強烈。AVR反應堆直接使用冷卻劑推動發電。1967年運行，直至1988年12月1日，在蘇聯切爾諾貝爾核電廠洩漏輻射之後關閉。2011-2014年间，外部专家审查了该堆的运行情况，提出了严厉批评。biso燃料球，只有石墨包层，没加碳化硅外壳，裂变产物铯和锶跑出来，一回路β沾染极为严重。2014年，于里希研究所公开承认了该堆的失败。由于管路内部放射性污染，该堆的拆除工作极端困难。
球床堆的第二座，也是第一座商业示范堆，是西德于1970年开始建设的THTR-300（钍燃料球床高温气冷堆）。该堆热功率75万千瓦，电功率30万千瓦，于1983年建成，1985年底开始发电。正式发电6个月后，1986年5月4日，一个燃料球卡住了。处理卡住的燃料球时，导致大量放射性泄露。厂方称是切尔诺贝利事故（发生在8天前）飘过来的放射性，但被揭穿，造成信任危机。此后反应堆事故不断，不停有燃料球破损。后来因为发现热气导管上的一些栓梢坏了，于1988年秋停堆。到停堆为止，总共满功率运行了423天，记录的大小事故有80起。1989年9月，停堆一年之后，该堆彻底关闭。1991年10月，二回路的冷却塔（当时世界最高）被炸毁。1993年10月到1995年4月，燃料球卸除并转运到一处临时堆放地。剩余部分被“安全封闭”。由于残余的放射性，拆除工作在2027年之前不会开始。目前的日常维护和安保由政府出资。
1990年代之前，只有西德实际建设了反应堆研究这一堆型。美国虽有研究，但未建堆。
北京清華大學的球床反應堆HTR-10是是世界上第三座。技术原型是德国核能专家G. H. Lohnert提出的HTR-MODUL（模组式球床高温氦冷堆）。该堆型所有“固有安全性”也是Lohnert首先提出的。HTR-MODUL的设计开始于80年代中期，90年代初基本成型。经过了AVR和THTR的经验教训，HTR-MODUL进行了一些改进。具体包括：
1. 缩小堆芯尺寸，降低堆芯功率密度，以利于实现非能动散热，并控制堆芯最高工作温度。
2. 将控制棒设置在堆芯外围，而不是直接插入燃料球中(TFTR-300)，避免控制棒被卡住和扎坏燃料球。
3. 降低燃料中铀的装量和浓缩度(TFTR-300)，一来可以降低功率密度，二来大大降低了进水后发生恶性核事故的危险，三是直接采用浓缩度较低的燃料铀可以避免核扩散。
4. 采用钢制压力容器，（代替THTR-300的预应力混凝土），可以工厂预制，避免长时间现场施工。
5. 对于燃料球破损放射性泄露问题，採用單球碳化矽陶瓷外殼解決。

HTR-10相当于HTR-MODUL的一个缩减版，规模远小于AVR。HTR-10于1995年开始建设，2000年首次临界，2003年1月达到全功率，於2004年9月建成實驗堆內有接近27,000個燃料球，以氦作為冷卻劑，直接推動發電。華能已宣佈在山東省威海建造首座投產的球床反應堆石島灣核電站功率為195兆瓦，是全世界第二座可以运行的球床堆，也是世界第一座商用规模的模组式球床堆。清華大學亦有計劃研究以反應堆產生的高溫氣體分解蒸氣，製造氫氣，以供將來的氫汽車使用。
南非的Eskom公司是球床反應堆技術的領導者之一認為該國出口鈾礦，但卻进口石油為不合理現象。Eskom設計的球床反應堆主要供發電廠在用電高峯時快速增加發電量，亦可供海水淡化。2009年計劃將建造110兆瓦的實驗反應堆。不過由於民間環保團體的反對，加上金融海嘯後政府財政困難為主因，建造計劃停留於紙上。

## 流動設計
由於球床反應堆不一定需要笨重的壓力外殼，亦沒有巨大的蒸氣冷卻塔，因此體積及重量很低，有可能用來推動交通工具。荷蘭Romawa設計了8兆瓦的球床反應堆，以氦氣加熱空氣推動傳統渦輪機。目的是用來替代輪船上原來使用的柴油發動機，又或者代替在偏遠地區及後備使用的柴油或燃氣發電機。這種設計更換燃料時可將整個反應堆搬走，在工廠內進行。美國亦有研究在潛艇上使用球床式反應堆。

## 安全措施
當球狀燃料的溫度增加，鈾238吸收中子的速率亦會增加，令可供引致鈾235核裂變的中子減少。這種現象稱為多普勒擴展（Doppler Broadening）。在一般的傳統反應堆，由於核燃料的密度較高，所以這種現象不具很大的作用。球床反應堆的燃料密度較低，故此這種反應堆可產生的能量，就算不經人手操作，亦有自然的限制。反應堆的容器被設計成在沒有機械幫助下，散熱會多於核燃料自然產生的熱能。而且冷卻劑是惰性氣體，不會助燃或燃燒，亦不像普通的輕水反應堆可能出現蒸氣爆炸。倘若因為機械故障，球床反應堆只會進入及維持怠態，容器及燃料球都不會受損。德國的 AVR 之前已曾經進行這種試驗，把所有的控制桿抽出，停止冷卻循環。之後拿出的燃料球並沒有受損。
球床反應堆的溫度被設計成高於石墨的退火溫度，避免石墨因維格納力累積而燃燒。
球床反應堆擁有多層的包圍保護，防止輻射外洩：
1. 最外圍的是反應堆所在的建築，用以抵擋飛機撞擊或地震等自然災害。
2. 反應堆密封在牆壁厚兩米以上的密室之內，只留門戶出入，並有冷卻管道供以水淹浸反應堆。
3. 燃料球大小若網球，每個重約210克，內有9 克左右的鈾。一個120兆瓦的反應堆大約需要380,000個燃料球。燃料球為60mm 的空心熱分解石墨，石墨溶點為攝氏3000度，比反應堆的設計最高溫度高兩倍，而且非常堅硬。
4. 石墨球內有一萬五千枚「種子」，每粒種子的核心是直徑0.5mm的裂變物料。種子外部為熱分解石墨。
5. 種子的熱分解石墨之內為一層不透氣，不燃燒，非常堅硬及強的矽化碳。
6. 之內為高密度，不透氣的熱分解石墨。
7. 之內為低密度，透氣的熱分解石墨，用來吸收裂變過程產生的放射性氣體。（主要為氙氣）
8. 最核心為裂變物料的氧化或碳化合物

使用過的燃料球，一般可以無需再加密封處理即可運走。

## 發電效率
球床反應爐的能量轉換效率很高。一般核反應爐，鈾能量轉換成電力的比例約32%至35%，但是球床反應爐可以達到40%至50%的效率。
如果想要提高發電功率，也不用建造更大的反應爐，或是提高運轉溫度。只要增加球床反應爐模組就可以。

## 反對意見
對球床反應堆設計，最常見的批評是，用來包裝核燃料的石墨球，可能會著火燃燒。當石墨球燃燒時，核燃料可能會氣化，隨著火焰造成的煙霧而擴散，造成輻射污染。但是，用來包裏核燃料的石墨球，本身可以耐受非常高的溫度（攝氏3000度），與車諾比核電廠使用的石墨並不相同，不容易燃燒。為了避免這個問題，燃料球外表還包覆了一層堅實的碳化矽陶瓷外殼，可以進一步提高耐受溫度。
核燃料球的製造過程如果有瑕疵，經發電時的高溫，之後移動核燃料球時，可能造成核燃料球的外殼受損，使核燃料外露。假設空氣在此時又進入反應爐，可能造成輻射外洩事件。1986年，德國的AVR反應堆曾發生核燃料球卡住、破損，造成輻射外洩，引起民眾恐慌與反核團體抗議，德國政府因此下令關閉這座球燃料床設施。但是這次事故造成的輻射外洩，只限於單一燃料球，而且以氣態方式外洩，實際情況並不嚴重。

## 参看
- 第四代反應堆
- 石島灣核電站
- 核燃料
- 核安全
- 氢经济

## 外部連結
- IAEA HTGR Knowledge Base （页面存档备份，存于）
- 央視-中國自主創新球床式核電廠邁向商轉 （页面存档备份，存于）
- AVR, experimental high-temperature reactor : 21 years of successful operation for a future energy technology ISBN 3-18-401015-5
- High Temperature Reactor 2006 Conference, Sandton, South Africa
- MIT page on Modular Pebble Bed Reactor （页面存档备份，存于）
- Research on innovative reactors in Jülich
- Differences in American and German TRISO-coated fuels （页面存档备份，存于）